# Kulturpalatset (Tirana)

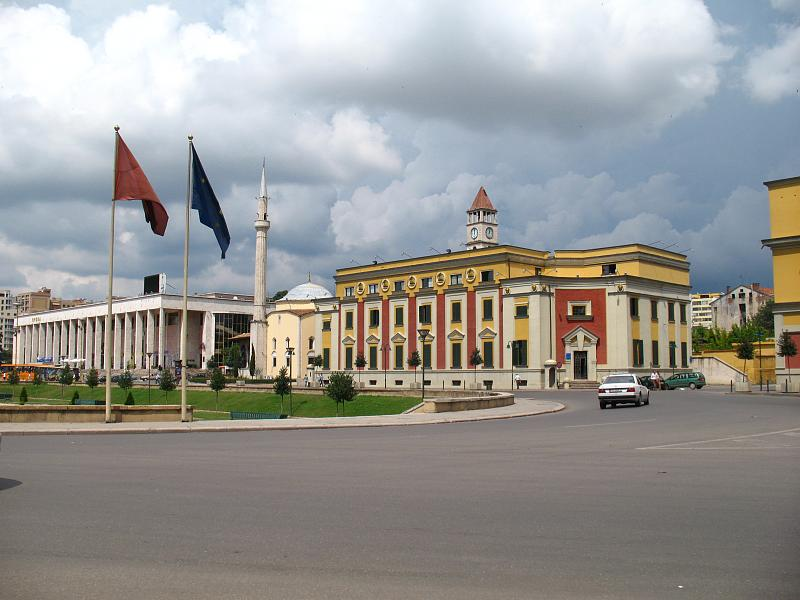
Tiranas kulturpalats (till vänster) på Skanderbegtorget.

Tiranas kulturpalats (albanska: Pallati i Kulturës në Tiranë) i Albaniens huvudstad Tirana är landets största kulturella centrum. Palatset byggdes på Pazari i Vjetër på order av Albaniens kommunistiska parti. Det första spadtaget togs symboliskt av Nikita Chrusjtjov år 1959. Arbetet färdigställdes år 1963. Kulturpalatset i Tirana inkluderar Albaniens nationalbibliotek och Albaniens nationalteater för opera och balett.